# Stazione di Abbadia Lariana
Stazione di Abbadia Lariana vasútállomás Olaszországban, Abbadia Lariana településen.

## Vasútvonalak
Az állomást az alábbi vasútvonalak érintik:
- Tirano–Lecco-vasútvonal

## Kapcsolódó állomások
A vasútállomáshoz az alábbi állomások vannak a legközelebb:
- Stazione di Mandello del Lario
- Stazione di Lecco